# سرزیارت (کرج)
سرزیارت روستایی از توابع بخش آسارا شهرستان کرج در استان البرز ایران است.در گذشته با نام محلی «سجارت» شهرت داشت.

## جمعیت
این روستا در دهستان آدران قرار دارد و براساس سرشماری مرکز آمار ایران در سال ۱۳۸۵، جمعیت آن ۲۴۹ نفر (۷۶خانوار) بوده‌است.

## مردم
مردم روستا مسلمان و شیعه مذهب هستند و به زبان تاتی سخن می‌گویند.